# Freystadt
Freystadt ist eine Stadt im Landkreis Neumarkt in der Oberpfalz.

## Geographie
Freystadt liegt am Rande des Oberpfälzer Jura in einer flachen Talmulde an der Schwarzach. Heute ist Freystadt die zweitgrößte Gemeinde des Landkreises Neumarkt in der Oberpfalz.

### Gemeindegliederung
Es gibt 33 Gemeindeteile (in Klammern ist der Siedlungstyp angegeben):
- Aßlschwang (Dorf)
- Braunshof (Weiler)
- Burggriesbach (Pfarrdorf)
- Forchheim (Pfarrdorf)
- Frettenshofen (Dorf)
- Freystadt (Hauptort)
- Fuchsmühle (Einöde)
- Großberghausen (Kirchdorf)
- Höfen (Dorf)
- Jettenhofen (Weiler)
- Kiesenhof (Dorf)
- Kittenhausen (Dorf)
- Kleinberghausen (Dorf)
- Lauterbach (Kirchdorf)
- Michelbach (Kirchdorf)
- Möning (Pfarrdorf)
- Möningerberg (Weiler)
- Mörsdorf (Pfarrdorf)
- Oberndorf (Pfarrdorf)
- Obernricht (Dorf)
- Ohausen (Dorf)
- Rabenhof (Einöde)
- Reckenstetten (Dorf)
- Richthof (Weiler)
- Rohr (Kirchdorf)
- Rothenhof (Weiler)
- Rumleshof (Weiler)
- Schmellnricht (Dorf)
- Schöllnhof (Weiler)
- Sondersfeld (Pfarrdorf)
- Sulzkirchen (Pfarrdorf)
- Thannhausen (Pfarrdorf)
- Thundorf (Kirchdorf)

### Nachbargemeinden
Angrenzende Nachbargemeinden sind im Uhrzeigersinn von Norden beginnend die Marktgemeinden Pyrbaum und Postbauer-Heng, die Gemeinden Berngau, Sengenthal und Mühlhausen, die Stadt Berching (alle im Landkreis Neumarkt in der Oberpfalz), sowie die Städte Greding, Hilpoltstein und die Marktgemeinde Allersberg im mittelfränkischen Landkreis Roth.
| Allersberg   | Postbauer-Heng | Berngau    |
| Hilpoltstein | Kompass        | Sengenthal |
|              | Greding        | Berching   |

## Geschichte

### Gründungszeit und Entwicklung im Spätmittelalter
Eine erste urkundliche Erwähnung befindet sich im Nürnberger Memorbuch für das Jahr 1298. Anlass war ein Pogrom in Freystadt, das im Zusammenhang mit den sich von Unterfranken her ausbreitenden sogenannten Rintfleisch-Verfolgungen stand. Da Freystadt eine Gründung ex radice (deutsch: von der Wurzel) war, ist anzunehmen, dass ein Großteil der Rechte, die den Ort in den Stadtrang erhoben, bereits mit der Gründung der Siedlung verliehen worden waren. Ein Beleg für den Status als Stadt und das Vorhandensein von Stadtrechten ist eine Urkunde aus dem Jahr 1332, an der sich das Freystädter Siegel befindet. Aufgrund dieses ältesten Nachweises von Stadtrechten – das Führen eines Siegels ist ein solches Recht – wurde 1982 das 650-jährige Jubiläum der Verleihung der Stadtrechte gefeiert.
Was die einzelnen Herrschaften betraf, denen die Stadt unterstand, so hatte Freystadt als Grenzstadt eine sehr wechselvolle Geschichte. So ging der Ort beim Aussterben des Gründergeschlechts der Herren von Stein (Hilpoltstein) 1384 als Erbe an Sweigker von Hohenfels, der die Stadt aber bereits zwei Jahre später an die (ober-)bayerischen Herzöge verkaufte. Im Jahre 1392 wurde Freystadt als Teil des aus der letzten bayerischen Teilung hervorgegangenen bayerischen Teilherzogtums Bayern-Ingolstadt erwähnt. Im sogenannten bayerischen Krieg, der von den einzelnen wittelsbachischen Linien, aber auch anderen Fürsten vor allem in Nordbayern geführt wurde, erhielt Pfalzgraf Johann von Neumarkt mit dem Vertrag von Lauf 1427 Freystadt, das er bereits um 1420 erobert hatte. Nach dem Tod seines kinderlosen Sohnes Christoph fiel Freystadt als Teil des Territoriums den Pfalzgrafen von Mosbach als Erbe zu. Als diese 1499 ausstarben, kam Freystadt in den Besitz der Pfalzgrafschaft bei Rhein, wo es jedoch nur fünf Jahre verblieb, da es 1504 im Landshuter Erbfolgekrieg durch Truppen des Markgrafen von Ansbach besetzt wurde. Diesem unterstand es bis ca. 1519 als Pfand, wobei nicht eindeutig ist, ob Freystadt in der Folge kurz Teil des Herzogtums Pfalz-Neuburg wurde oder direkt zur Kurpfalz zurückkam.
In Freystadt wurden 1572 mehrere Drahthämmer gegründet, die vom Wasser der Schwarzach betrieben wurden; diese vermehrten sich sogar auf neun Werke und hatten vom 16. bis zum 17. Jahrhundert Bestand.

### Neuzeit
Während des Dreißigjährigen Krieges wurde Freystadt als Teil der Oberpfalz wieder bayerisch. Kurfürst Maximilian I. übergab es dem Feldherrn der Liga, Graf von Tilly, zu Lehen. Im August 1632 eroberte der schwedische Obrist Georg Christoph von Taupadel die von kaiserlichen Truppen besetzte Stadt, um die dortigen Proviantmagazine zu plündern. Bei seinem Abzug ließ er die Stadt anzünden, die zu weiten Teilen zerstört wurde. Nach dem Aussterben des Geschlechts derer von Tilly kam Freystadt endgültig und unmittelbar wieder unter bayerische Herrschaft.
Im Dezember 1800 wurde in Freystadt der Räuberhauptmann Franz Troglauer verhaftet, im Mai 1801 wurde er in Amberg gehängt.
1888–1960 gab es Personenverkehr auf der Bahnstrecke Greißelbach–Freystadt.

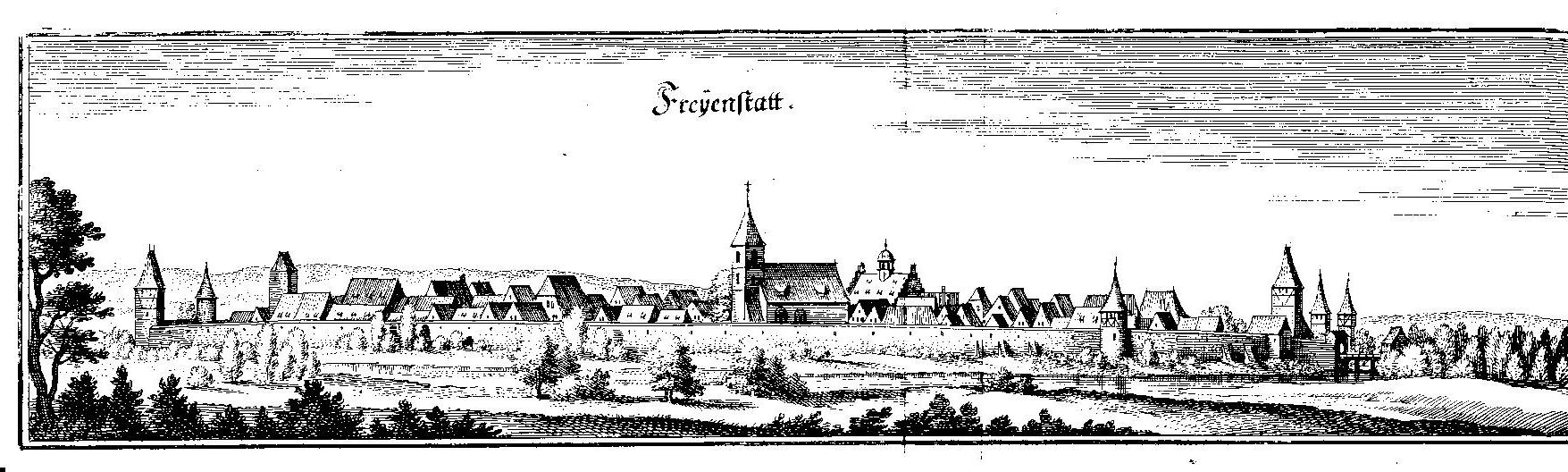
Freystadt im 17. Jahrhundert (aus Merian Topogr.)

### Eingemeindungen
Im Zuge der Gebietsreform in Bayern wurden am 1. Januar 1972 die Gemeinden Aßlschwang, Möning, Sondersfeld (mit Teilen der am 1. April 1933 aufgelösten Gemeinde Mittelricht), Thannhausen und Thundorf sowie Teile der aufgelösten Gemeinde Oberndorf eingegliedert. Am 1. Juli 1972 kamen Michelbach und Mörsdorf (vorher im Landkreis Hilpoltstein) sowie Forchheim, Großberghausen, Höfen, Lauterbach und Sulzkirchen (vorher im Landkreis Beilngries) hinzu. Am 1. Mai 1978 folgte Burggriesbach.

### Einwohnerentwicklung
Zwischen 1988 und 2018 wuchs die Stadt von 6555 auf 9013 um 2458 Einwohner bzw. um 37,5 %.

## Politik

### Stadtrat
Die vergangenen vier Kommunalwahlen führten zu folgenden Sitzverteilungen im Gemeinderat von Freystadt:
* „FGG“ bezeichnet die Wählergemeinschaft „Freystadt gemeinsam gestalten“, die 2014 zum ersten Mal antrat.

### Bürgermeister
Erster Bürgermeister ist seit 2014 Alexander Dorr (CSU).  Bei der Kommunalwahl 2020 wurde er mit 56,3 % der gültigen Stimmen im Amt bestätigt. Sein Vorgänger war seit 1987 Willibald Gailler (CSU), der 2014 zum Landrat gewählt wurde.

### Wappen
| Wappen von | Blasonierung: „In Blau ein silberner Greif, dem ein von Silber und Blau geteiltes Schildchen aufgelegt ist.“ |
| Wappen von | Wappenbegründung: Das Wappen geht zurück auf das Familienwappen des Reichsministerialengeschlechts der Herren von Stein mit Stammsitz in Hilpoltstein. Sie führten einen von Silber und Blau geteilten Schild; der Greif ist auf deren Abstammung von den Grafen von Peilstein zurückzuführen. Die Herren von Stein gründeten die Stadt Freystadt vor 1300 auf Eigengrund. Schon das älteste Stadtsiegel, das in Abdrucken seit 1332 bekannt ist, entspricht dem Schild der Herren von Stein und nahm dieselbe Entwicklung: Im 15. Jahrhundert fehlt der Greif, das geteilte Schildchen wird von einem wachsenden Löwen bekrönt. Seit dem 16. Jahrhundert kam wieder das ursprüngliche Wappen in Gebrauch. Nach verschiedenen Entstellungen wurde das Siegel- und Wappenbild 1965 neu festgelegt. Dieses Wappen wird seit dem 14. Jahrhundert geführt. |

## Kultur und Sehenswürdigkeiten

### Bauwerke

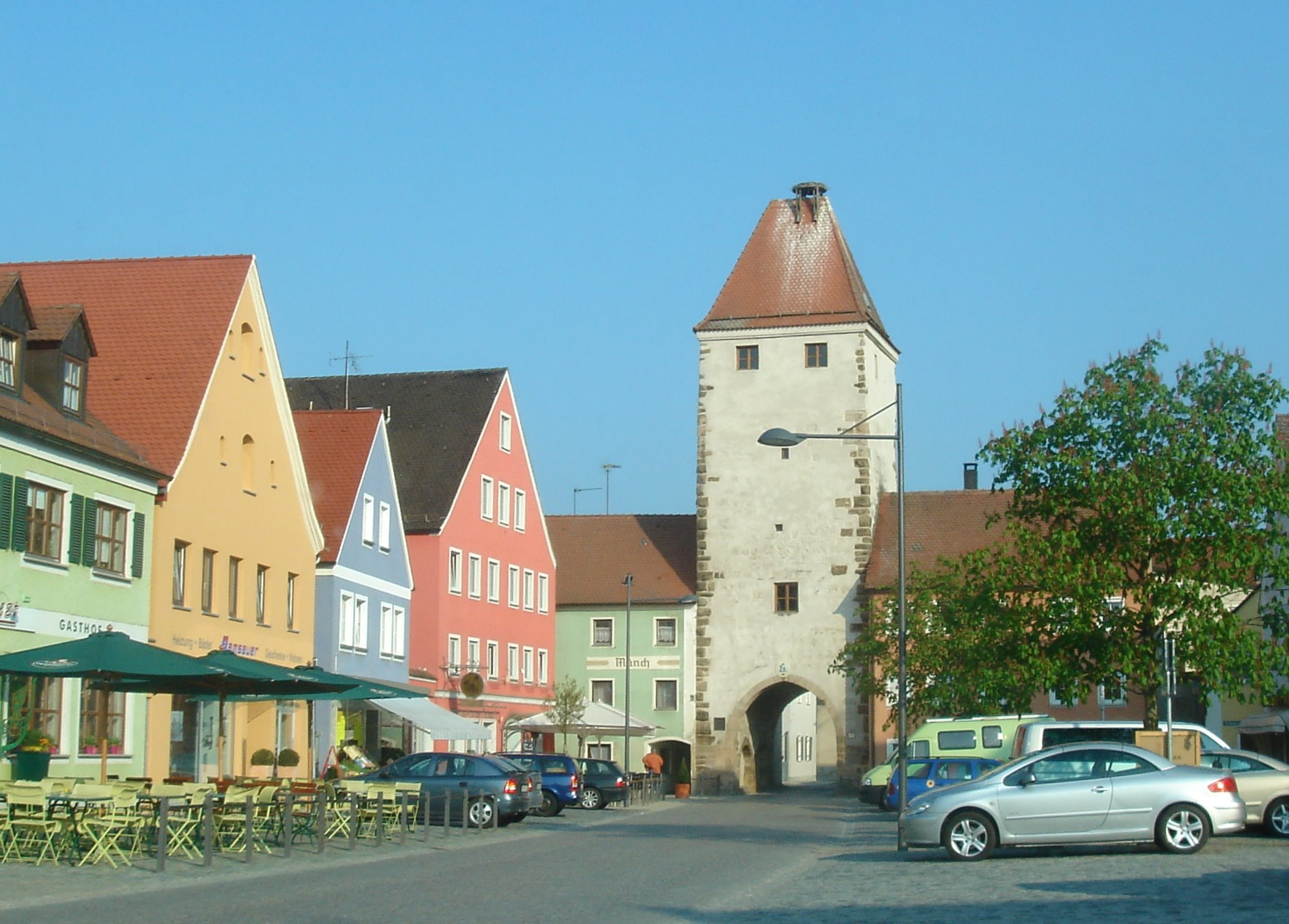
Oberer Turm und Marktplatz

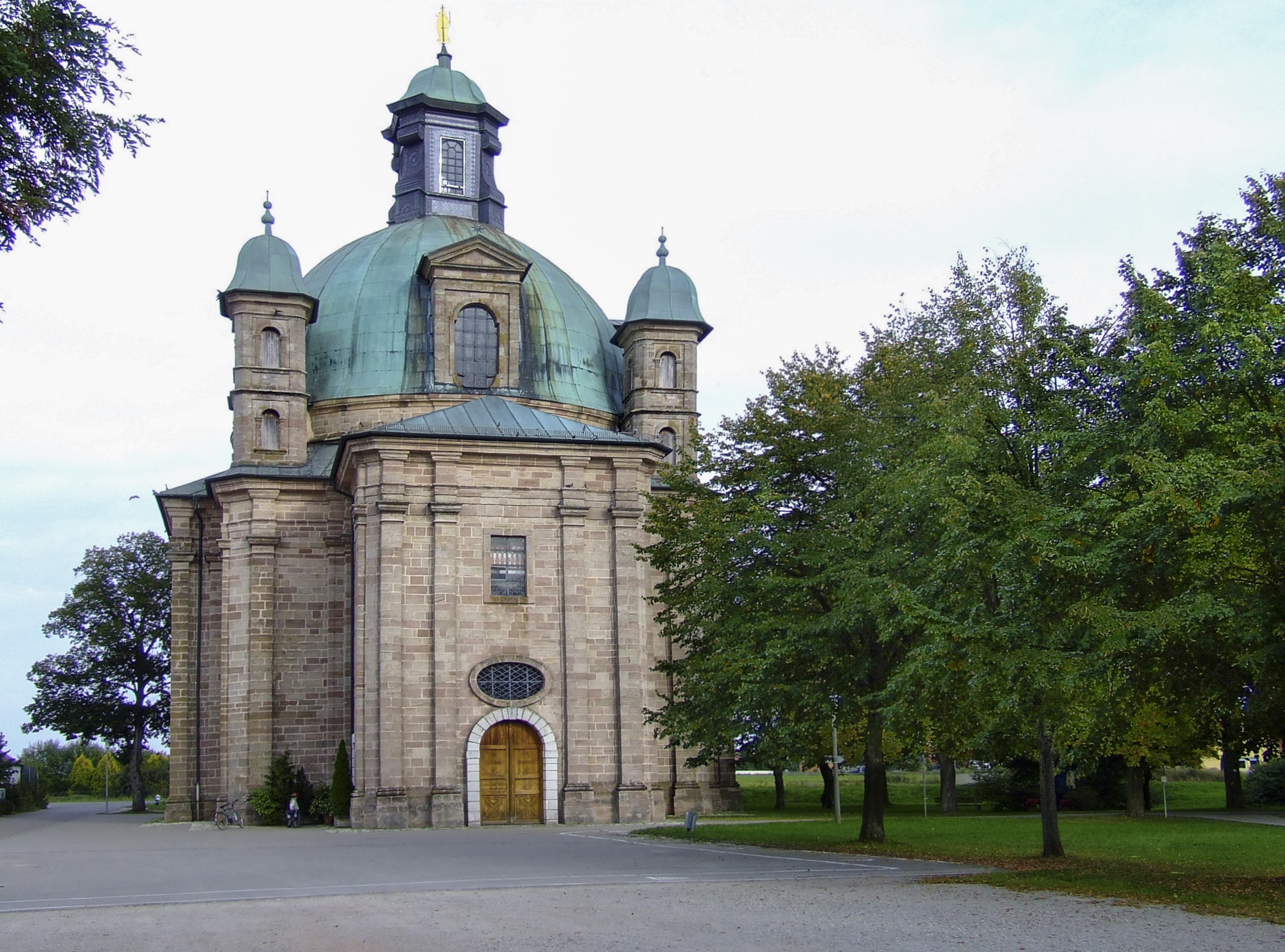
Wallfahrtskirche Maria-Hilf

- Freystadt ist eine typische mittelalterliche Planstadt mit regelmäßigem Grundriss. Hauptmerkmal ist die zum Platz erweiterte Marktstraße. Diese wird durch das zentral auf der Straßenachse errichtete Rathaus in die Obere und die Untere Marktstraße geteilt. Die Marktstraße wird durch das Obere und das Untere Tor der mittelalterlichen Stadtmauer abgeschlossen. Beide Stadttore sind noch vorhanden. Von der Stadtmauer selbst existiert nur noch ein kleines, vom hölzernen Wehrgang gekröntes Teilstück am Oberen Tor.
- Wallfahrtskirche Maria Hilf (1710)

### Natur
- Das Naturschutzgebiet Vogelfreistätte Schwarzachwiesen bei Freystadt.

## Wirtschaft und Infrastruktur

### Arbeitsplätze
2017 gab es in Freystadt 1782 sozialversicherungspflichtige Arbeitsplätze. Von der Wohnbevölkerung standen 3966 Personen in einer versicherungspflichtigen Tätigkeit, so dass die Zahl der Auspendler um 2184 Personen höher war als die der Einpendler.

### Landwirtschaft
Die 143 landwirtschaftlichen Betriebe bewirtschafteten 2016 insgesamt 5220 Hektar, darunter 3489 Hektar Ackerland.

### Bildung
- Martini-Grundschule Freystadt mit neun Lehrern und 209 Schülern (Schuljahr 2018/19)[17]
- Martini-Mittelschule Freystadt mit 17 Lehrern und 170 Schülern (Schuljahr 2018/19)[18]
- Grundschule Burggriesbach mit vier Lehrern und 86 Schülern (Schuljahr 2018/19)[19]
- Vier Kindertageseinrichtungen mit 313 genehmigten Plätzen und 300 Kindern (Stand 1. März 2018)

## Söhne und Töchter der Stadt
- Jean-Paul-Égide Martini (1741–1816), deutsch-französischer Komponist
- Ernst Schweninger (1850–1924), deutscher Mediziner und Medizinhistoriker, Leibarzt Bismarcks.
- Johann Baptist Lerzer (1833–1917), Reichstags- und Landtagsabgeordneter
- Guntram Pflaum (1903–1945 vermisst), SS-Führer und Leiter des Lebensborn e. V.
- Rudolf Till (1911–1979), Altphilologe und Professor in München und Erlangen
- Hanna Ludwig (1918–2014), Opernsängerin
- Hans-Jürgen Hafner (* 1972), Kunstkritiker und Kurator
- Stefan Schmidt (* 1981), Politiker, Mitglied des Deutschen Bundestages